# Giuseppe Jannacconi
Giuseppe Jannacconi, född 1741 i Rom, död där 16 mars 1816, var en italiensk tonsättare, tillhörande romerska skolan.
Jannacconi var kapellmästare i San Pietro in Vaticano. Hans elev, den sedermera ryktbare Giuseppe Baini, yttrade om denne sin lärares arbeten, att de, varje gång han studerade dem, lät honom inse otillräckligheten av sin egen förmåga.